# Аријанаспејс
Аријанаспејс (фр. Arianespace) је међународна корпорација, са седиштем у Куркурону (Француска), која је одговорна за маркетинг и управљање системима за лансирање у свемир које је развила Аријанагрупа, односно породицом ракета носача Аријана и Вега. 
Основана је 1980. као прва компанија која је пружала услуге комерцијалног лансирања у свемир. До маја 2017. Аријанспејс је током 37 година рада лансирала више од 550 сателита у 254 лансирања.
Од 2005. године, након споразума Европске свемирске агенције и руске агенције Роскосмос, Аријанаспејс  је задужена и за лансирање руских ракета-носача Сојуз-2 са космодрома у Француској Гвајани. Аријанаспејс је 21. октобра 2011. са тог космодрома лансирала прву ракету Сојуз ван територије земаља бившег Совјетског Савеза.

## Ракете-носачи Аријанаспејса
Тренутно Аријанаспејс управља са три ракете-носача, укључујући две верзије Аријане 5:
| Име           | Капацитет у НЗО (укључујући ХСО) | Капацитет у ГТО |
| ------------- | -------------------------------- | --------------- |
| Вега          | 1.450                            | -               |
| Сојуз         | 4.400                            | 3.250           |
| Аријана 5 ЕСА | -                                | 10.500          |
| Аријана 5 ЕС  | 21.000                           | -               |

### Породица ракета Аријана
Од првог лансирања 1979, било је неколико верзија ракета-носача Аријана:
- Аријана 1, прво успешно лансирање било је 24. децембра 1979.
- Аријана 2, прво успешно лансирање било је 20. новембра 1987. (прво лансирање 30. маја 1986. било је неуспешно)
- Аријана 3, прво успешно лансирање било је 4. августа 1984.
- Аријана 4, прво успешно лансирање било је 15. јуна 1988.
- Аријана 5, прво успешно лансирање било је 30. октобра 1997. (прво лансирање 4. јуна 1996. било је неуспешно).

Нова ракета Аријана 6 се тренутно развија. Прва тестна лансирања су планирана за 2020. годину.

## Конкуренција
Аријанспејс је 2014. држала око 60% светског тржишта комерцијалног лансирања, иако се њихов удео последњих година смањио на испод 50%, пре свега јер је америчка компанија Спејс екс успела да значајно снизи трошкове лансирања комерцијалних сателита.